# Schagen
Schagen és un municipi de la província d'Holanda del Nord, al centre-oest dels Països Baixos. L'1 de gener de 2009 tenia 18.738 habitants repartits per una superfície de 19,35 km² (dels quals 0,51 km² corresponien a aigua). El 2013 es va fusionar amb Zijpe i Harenkarspel. El nou municipi es continua anomenant Schagen; el 2014 tenia 46.160 habitants en una àrea de 187,28 km².

## Centres de població
- Keinse
- Tjallewal
- Tolke

## Ajuntament
El 2013, el consistori estava format per 29 regidors:
- CDA, 9 regidors
- PvdA, 5 regidors
- VVD, 5 regidors
- Jong En Sterker Schagen (JESS), 3 regidors
- Vereniging Senioren Partij Schagen (VSPS), 3 regidors
- D66, 1 regidor
- Duurzaam Natuurlijk Alternatief (DNA), 1 regidor
- SP, 1 regidor
- Wens4U, 1 regidor